# 興道春宗
興道 春宗（おきみち の はるむね、生没年不詳）は、平安時代前期の官人。姓は宿禰。官位は外従五位下・紀伊介。

## 経歴
陽成朝の元慶3年（879年）伊勢斎宮（識子内親王）の行禊の実施に際して、春宗は参議・在原行平らとともに長送伊勢斎内親王使を務める。この時の官位は正六位上・右大史であったが、のち左大史に昇任される。
元慶5年（881年）外従五位下・紀伊介に叙任される。同年10月に以下の通り、紀伊国におけるこれまでの大帳による百姓162人分の勘出物の弁済・補填の免除を太政官に言上し許されている。
承和年間（834年-848年）以降は庸調の返抄を求めることがなく、僅かに損益帳のみを求めていたが、元慶元年（877年）以降は損益帳もないまま勘出を行っている。このため、年を経るごとに無闇に弁済すべき勘出物が積み上がっている。ついては、元慶4年（880年）末の清和上皇崩御に伴って実施された大赦の恩恵により、勘出物弁済を免除してほしい。
仁和元年（885年）引き続き紀伊介の官職にあったが、使用してなかった悪稲57941束が既に藁芥となって用を為さなくなっているため、未納に準じて処分することを請い、許されている。

## 官歴
『日本三代実録』による。
- 時期不詳：正六位上。右大史
- 元慶3年（879年） 8月19日：見長送伊勢斎内親王使
- 時期不詳：左大史
- 元慶5年（881年） 2月14日：外従五位下。10月16日：見紀伊介